# Phrurolithus concisus
Phrurolithus concisus là một loài nhện trong họ Phrurolithidae.
Loài này thuộc chi Phrurolithus. Phrurolithus concisus được Willis J. Gertsch miêu tả năm 1941.